# Vemac RD200
Vemac RD200 (яп. ヴィーマック・RD200, хепбёрн Vuimakku RD200) — мелкосерийный среднемоторный спортивный автомобиль, выпускавшийся с 2004 по 2008 год англо-японской компанией Vemac Car Company.

## Описание
Vemac RD200 являлся второй моделью компании Vemac Car Company. Прямым предшественником являлся Vemac RD180. 
Продажи RD200 начались в 2004 году в Японии. Цена составила 8673000 иен. С 2007 года автомобиль продавался также в Великобритании.
В 2008 году Vemac RD200 был снят с производства. Всего было выпущено около 14 автомобилей.

## Технические характеристики
Vemac RD200 приводился в движение 2,0-литровым (1998 см3) рядным четырёхцилиндровым двигателем K20A мощностью 162 кВт (220 л. с.). Коробка передач — шестиступенчатая механическая. Шасси автомобиля выполнено из стальных труб, а подвеска — на двойных поперечных рычагах. RD200 оснащён четырёхпоршневыми суппортами AP Racing.